# 5765 Izett
5765 Izett eller 1986 GU är en asteroid i huvudbältet som upptäcktes den 4 april 1986 av det amerikanska astronom paret Eugene M. och Carolyn S. Shoemaker vid Palomar-observatoriet. Den är uppkallad efter den amerikanske geologen Glen A. Izett.
Asteroiden har en diameter på ungefär 8 kilometer och den tillhör asteroidgruppen Barcelona.